# San Cebrián de Mazote
San Cebrián de Mazote település Spanyolországban, Valladolid tartományban. San Cebrián de Mazote Urueña, Castromonte, Barruelo del Valle, Adalia, Mota del Marqués, Tiedra és Villardefrades községekkel határos. Lakosainak száma 103 fő (2024).

## Népesség
A település népessége az utóbbi években az alábbiak szerint változott:
| Lakosok száma | 209  | 200  | 182  | 178  | 183  | 186  | 147  | 135  | 114  | 103  |
|               | 2001 | 2004 | 2007 | 2009 | 2012 | 2014 | 2017 | 2019 | 2022 | 2024 |